# Abel Alves
Abel Aníbal Alves (Olavarría, 19 febbraio 1958) è un allenatore di calcio ed ex calciatore argentino.

## Carriera

### Club
Gioca in tutte le selezioni giovanili del Boca Juniors fino al 1975.
Debutta nella massima serie argentina il 23 aprile 1975.
Complessivamente, con il Boca Juniors, colleziona 139 presenze segnando 25 gol.
Successivamente ha giocato anche per San Lorenzo de Mar del Plata, Gimnasia y Esgrima de La Plata, Banfield, Huracán, Sportivo Italiano e Lanús.

### Allenatore
Tra il 1996 e il 2001 è l'allenatore delle giovanili del Necaxa, in Messico.
Nel 2005 diventa il vice-allenatore al Boca Juniors.
Nelle ultime partite del Clausura 2005 e del Clausura 2009 è subentrato a Jorge Benítez e a Carlos Ischia. In questi due spezzoni ha collezionato una vittoria, un pareggio e tre sconfitte.
Il 22 gennaio 2010 subentra ad Alfio Basile, dimessosi da allenatore del Boca Juniors.
A causa dei risultati carenti (19º posto nel Clausura 2010) si dimette il 9 aprile 2010. Gli subentra provvisoriamente Roberto Pompei.

## Palmarès

### Giocatore

#### Competizioni nazionali
- Campionato argentino: 3

Boca Juniors: Metropolitano 1976, Nacional 1976, Metropolitano 1981

#### Competizioni internazionali
- Coppa Libertadores: 2

Boca Juniors: 1977, 1978
- Coppa Intercontinentale: 1

Boca Juniors: 1977